# Station Wiesbaden Schierstein
Station Wiesbaden Schierstein is een spoorwegstation in de Duitse plaats Schierstein, Wiesbaden. Het station werd in 1856 geopend aan de Spoorlijn Wiesbaden Ost - Niederlahnstein.

## Treinverbindingen
De volgende treinseries stoppen momenteel (2011) in Wiesbaden Ost:
| Spoorlijn:         | Treinsoort: | Route: | Bijzonderheden:                     |
| ------------------ | ----------- | --- | ----------------------------------- |
| Keulen - Wiesbaden | SE10        | Neuwied - Koblenz - Rüdesheim - Wiesbaden Schierstein - Wiesbaden - Mainz-Kastel - Frankfurt-Höchst - Frankfurt am Main v.v. | 1× per uur (in de spits 2x per uur) |